# Microbuthus maroccanus
Espèce
Synonymes
- Microbuthus fagei maroccanus Lourenço, 2002

Microbuthus maroccanus est une espèce de scorpions de la famille des Buthidae.

## Distribution
Cette espèce est endémique du Maroc. Elle se rencontre de Tan-Tan à Laâyoune.

## Systématique et taxinomie
Cette espèce a été décrite sous le protonyme Microbuthus fagei maroccanus par Lourenço en 2002. Elle est élevée au rang d'espèce par Lourenço et Duhem en 2007.

## Étymologie
Son nom d'espèce lui a été donné en référence au lieu de sa découverte, le Maroc.

## Publication originale
- Lourenço, 2002 : « Nouvelles considérations sur la classification et la biogéographie du genre Microbuthus Kraepelin (Scorpiones, Buthidae) ; Caractérisation d'une nouvelle sous-espèce pour le Maroc. » Biogeographica (Paris), vol. 78, no 4, p. 165-176.